# Cataia (bebida)
Cataia é uma bebida muito popular no Litoral Norte do Estado do Paraná e no Vale do Ribeira, Litoral Sul de São Paulo. É preparada à base da folha de uma erva medicinal com o mesmo nome, curtida em cachaça.
Entre os botânicos a planta é mais corretamente denominada  Pimenta pseudocaryophyllus  - Myrtaceae . O consumo popular das folhas na aromatização de cachaça, dá origem à bebida também chamada “cataia”, tem inegável importância no litoral dos estados do Paraná e de São Paulo .

## História
O nome cataia vem do tupi e quer dizer Folha que queima. A bebida é feita da folha da cataia, que quando submersa na cachaça reduz drasticamente a acidez, fazendo com que a bebida torne-se saborosa. É consumida geralmente pura ou com mel, realçando seu sabor.
Segundo histórias locais, a bebida originou-se na comunidade de Barra do Ararapira, divisa entre litoral sul paulista e norte paranaense em 1985, quando seu Rubens Muniz resolveu misturar as folhas de cataia, originalmente utilizada na comunidade como chá ou erva anestésica, com cachaça. A partir daí a fama da bebida se espalhou pelas redondezas, sendo utilizada pelos pescadores em dias de frio e também por turistas, sobretudo de São Paulo e do Paraná, que propagandearam a bebida, também conhecida como "uísque caiçara" ou "uísque da praia".
Dependendo do preparo, seu teor alcoólico varia entre 20% e 40%.